# Otto von Glasenapp
Otto Georg Bogislaf von Glasenapp (* 30. September 1853 in Schivelbein, Pommern; † 3. März 1928 in Berlin) war Vizepräsident der Reichsbank. 

## Herkunft
Seine Eltern waren Sigismund von Glasenapp (1819–1900) und dessen Ehefrau Elisabeth Spener (1824–1889), eine Tochter des Gutsbesitzers Philipp Spener. Der Generalleutnant Gerhard Philipp Jakob von Glasenapp (1859–1936) war sein Bruder, auch Kurt Karl Gustav von Glasenapp. Sein Vater war bis 1865 Apothekenbesitzer in Schivelbein und zog dann nach Potsdam. Sie gehören zu einem aus 1805 stammenden briefadeligen Zweig des Adelsgeschlechts.

## Leben und beruflicher Werdegang
Otto von Glasenapp studierte nach dem Abitur 1871 in Potsdam in Tübingen (wo er Mitglied der Verbindung Normannia wurde), Leipzig und Berlin. Er trat am 28. Oktober 1874 in den Justizdienst ein und wurde am 17. September 1879 zum Gerichtsassessor ernannt. Als solcher arbeitete er bei der Staatsanwaltschaft des Landgerichts I Berlin und ab 1880 im Justizministerium.
Im Juni 1882 wurde er in das Reichsschatzamt berufen und dort am 22. Dezember 1886 zum Kaiserlichen Regierungsrat, am 12. September 1890 zum Geheimen Regierungsrat und vortragenden Rat befördert. In dieser Eigenschaft nahm er als deutscher Delegierter an der internationalen Brüsseler Münzkonferenz (22. November bis 17. Dezember 1892) teil. Nachdem er am 4. Dezember 1893 zum Geheimen Oberregierungsrat ernannt worden war, erfolgte am 25. März 1896 seine Ernennung zum Geheimen Oberfinanzrat und Mitglied des Reichsbankdirektoriums. 1907 wurde er Vizepräsident der Reichsbank in Berlin.
Er schied am 28. Oktober 1924 aus den Diensten der Reichsbank aus, behielt dort aber ein Büro, das er weiterhin nutzte. Bis zu seinem Tode wurde er vom Reichsbankdirektorium, vor allem in juristischen Fragen, zu Rate gezogen. Ebenfalls im Jahr 1924 verlieh seine Geburtsstadt Schivelbein ihm die Ehrenbürgerwürde.

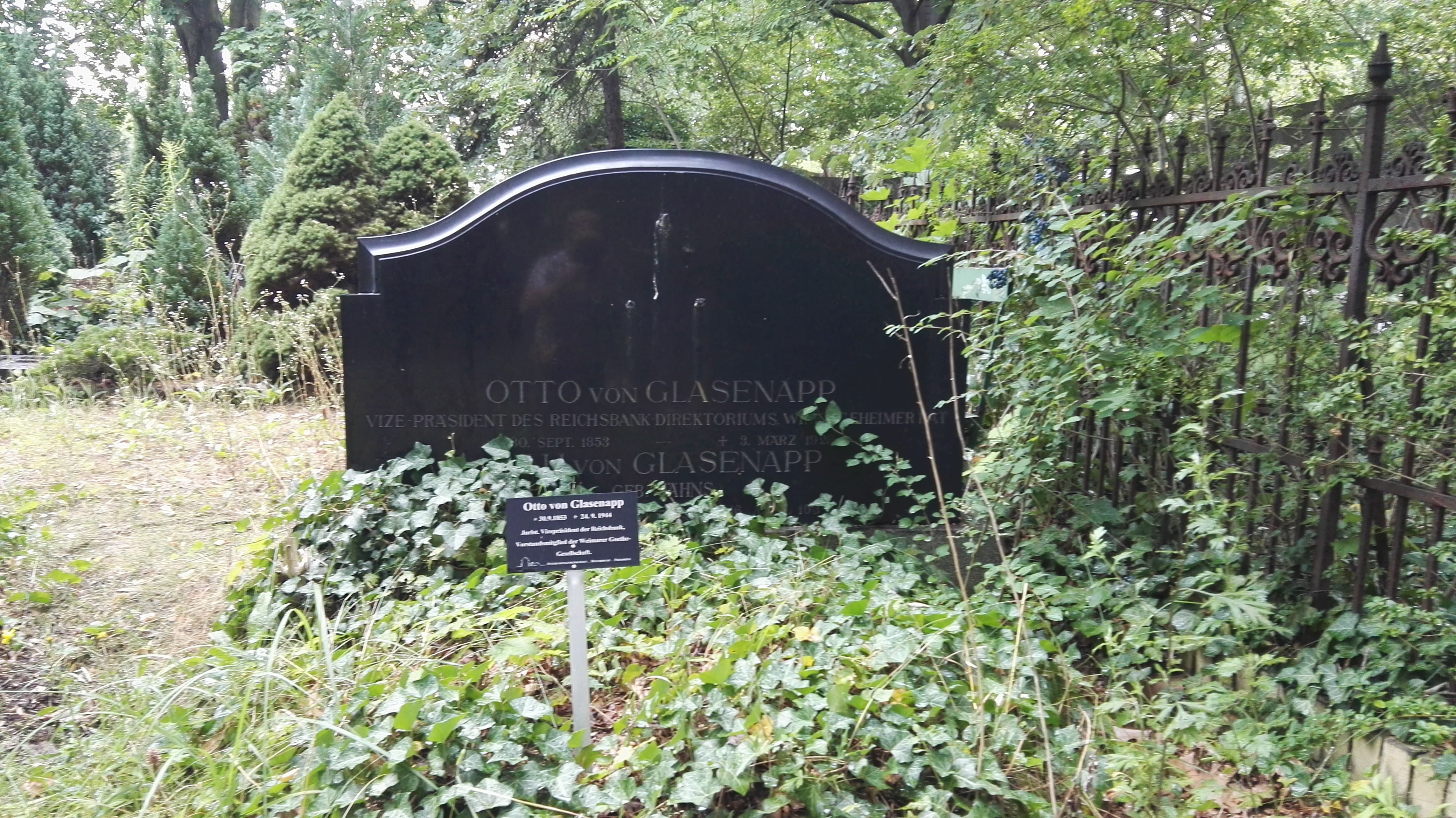
Grab von Otto von Glasenapp in Berlin-Kreuzberg

Otto von Glasenapp starb am 3. März 1928 im Alter von 74 Jahren in Berlin, nachdem er sich von den Folgen eines im Januar des Jahres erlittenen Autounfalls nicht mehr erholt hatte. Sein erhaltenes Grab befindet sich auf dem Friedhof der Bethlehemsgemeinde in Berlin-Kreuzberg.
Glasenapp heiratete 20. Mai 1890 Elisabeth Marie Jähns (1868–1934), eine Tochter des Offiziers und Schriftstellers Max Jähns. Aus der Ehe entstammte zwei Söhne und eine Tochter:
- Otto Max Helmuth (* 8. September 1891; † 25. Juni 1963), Religionswissenschaftler und Indologe
- Elisabeth Marie Hildegard (* 15. Oktober 1893 † 25. Dezember 1950 in Berlin), heiratet 1913 Otto von Cossel, Genealoge
- Wilhelm Otto Gerhard Wilkin (* 26. Juni 1897), Kaufmann, Offizier

## Auszeichnungen
- Roter Adlerorden III. Klasse mit Schlaufe
- Russischer Sankt Stanislaus Orden II. Klasse mit Stern
- Ehrenbürger der Stadt Schivelbein (1924)